# Bassanago bulbiceps
Bassanago bulbiceps är en fiskart som beskrevs av Whitley, 1948. Bassanago bulbiceps ingår i släktet Bassanago och familjen havsålar. Inga underarter finns listade.

## Bildgalleri

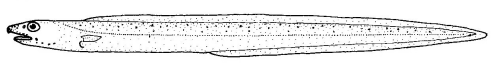